# Drag Race Thailand
Drag Race Thailand é um talent show tailandês baseado na versão americana com RuPaul. É uma adaptação da franquia Drag Race. A série foi licenciada pela Kantana Grupo e estreou na LINE TV no dia 15 de fevereiro de 2018. Idealizado e apresentado pelo estilista de moda Art-Arya In-dra enquanto a drag Pangina Heals é co-apresentadora. Houve 10 participantes competindo pelo título de "Thailand's Next Drag Superstar". Natalia Pliacam ganhou a primeira temporada em 5 de abril de 2018. Angele Anang ganhou a segunda temporada em 5 de Abril de 2019.

## Drags Tailandesas
O apresentador Pangina Heals é metade-Tailandês e metade-Taiwanês. Heals falou sobre as drags como um artform, dizendo: "As pessoas estão entendendo que ser drag não é sobre sexo ou gênero, mas sobre o desempenho e fazer as outras pessoas felizes." Heals também abordou a ideia de que as drags e "ladyboys" são a mesma coisa, dizendo: "As pessoas tailandeses estão realmente aceitando garotas transexuais, especialmente com a divulgação dos shows da Miss Tiffany."
Heals é a mais famosa drag queen na Tailândia e foi a vencedora da primeira competição de televisão sobre drags da Tailândia chamado T-Battle.

### Julgamento
| Jurados          | Temporada        | Temporada        |
| Jurados          | 1                | 2                |
| ---------------- | ---------------- | ---------------- |
| Art-Araya In-dra | Principal        | Principal        |
| Pangina Heals    | Co-apresentadora | Co-apresentadora |

## Formato

### Mini desafios
Os principais desafios geralmente acontecem antes da passarela, onde as queens devem se apresentar em vários desafios para um prêmio que geralmente consiste em cartões-presente e férias. A vencedora(s) do desafio principal não estão excluídos da eliminação, no entanto, como isso é determinado através do desafio da passarela.

### Desafios da passarela
Ao contrário do RuPaul's Drag Race, o Drag Race Thailand geralmente envolve um desafio de passarela para as participantes, onde será determinado uma vencedora que estará a salvo da eliminação, e as queens inferiores que terão que dublar por suas vidas para permanecer no programa.

## Temporadas
Todas as participantes estão listadas de acordo com a temporada, em ordem de eliminação.
| Temporada            | Vencedora       | Finalistas                 | Miss Simpatia | Outros participantes em ordem de eliminação | Prêmio em dinheiro |
| -------------------- | --------------- | -------------------------- | ------------- | --- | ------------------ |
| Drag Race Thailand 1 | Natalia Pliacam | Année Maywong Dearis Doll  | B Ella        | Meannie Minaj • Bunny Be Fly • Morrigan • Petchra • Amadiva & JAJA • B Ella                                                                    | 500,000 Baht       |
| Drag Race Thailand 2 | Angele Anang    | Kana Warrior Kandy Zyanide | Maya B'Haro   | M Stranger Fox • Silver Sonic • Katy Killer • Maya B'haro • Mocha Diva • Miss Gimhuay • Genie • Tormai • Srimala • Bandit & Vanda Miss Joaquim | 500,000 Baht       |

### Temporada 1
A primeira temporada de Drag Race Thailand estreou em 15 de fevereiro de 2018, na LINE TV. O programa foi adaptado da versão americana RuPaul's Drag Race, com referências e inclusão de músicas de RuPaul durante todo o programa. A vencedora da primeira temporada do Drag Race Thailand foi Natalia Pliacam, com B Ella vencendo a Miss Simpatia.

### Temporada 2
Um anúncio de elenco para a segunda temporada foi anunciado em 4 de março de 2018. Um comercial de elenco foi exibido em 13 de setembro de 2018, e declarou que qualquer gênero pode ser aplicado, assim como cidadãos não-tailandeses. O programa estreou em 11 de janeiro de 2019.
A vencedora da segunda temporada do Drag Race Thailand foi Angele Anang, com Kandy Zyanide vencendo como "Drag Pop Star", uma nova votação que substituiu o título "Miss Simpatia" como escolha público, já que foi decidido pelas próprias participantes, que elegeram Maya B'Haro como Miss Simpatia.